# Jan Osuchowski
Jan Władysław Osuchowski (ur. 22 sierpnia 1937 w Kluwińcach, zm. 18 maja 2015) – polski polityk, samorządowiec, w latach 1982–1990 oraz 2002–2006 prezydent Raciborza.

## Życiorys
Syn Władysława i Eugenii. W grudniu 1960 wstąpił do Polskiej Zjednoczonej Partii Robotniczej. Uzyskał wykształcenie wyższe administracyjno-prawne, był absolwentem Uniwersytetu Śląskiego w Katowicach. Od 17 października 1980 do 13 czerwca 1981 był I sekretarzem komitetu miejskiego PZPR w Raciborzu. Od 1981 do 1982 pełnił również wysokie funkcje w katowickim komitecie wojewódzkim tej partii. W latach 1982–1990 był dyrektorem Miejskiego Przedsiębiorstwa Gospodarki Komunalnej i Mieszkaniowej oraz prezydentem Raciborza. Natomiast w latach 1994–2002 pełnił mandat radnego miasta. Od lutego 1995 do marca 1998 zajmował stanowisko kierownika urzędu rejonowego.
W wyborach parlamentarnych w 1997 bez powodzenia ubiegał się o mandat poselski z listy Sojuszu Lewicy Demokratycznej w okręgu gliwickim. W wyniku pierwszych bezpośrednich wyborów w 2002 ponownie objął urząd prezydenta Raciborza (z ramienia SLD). Nie kandydował w wyborach w 2006, zaś w 2010 bez powodzenia startował do rady miasta.